# Heather Kozar
Heather Kozar (Akron, 4 maggio 1976) è una modella statunitense.
È stata nominata "Playmate del mese" per la rivista Playboy nel gennaio 1998 e "Playmate dell'anno 1999".